# Грацинский, Василий Васильевич
Василий Васильевич Грацинский (31 декабря 1891 года — 2 сентября 1918 года) — уездный военный комиссар Ржева, командир специальных отрядов для подавления контрреволюционных выступлений, участник Первой мировой и Гражданской воин.

## Биография
Родился в селе Верхнемуллинское Пермской губернии в многодетной семье потомственного почетного гражданина Василия Захарьевича Грацинского. Отец семейства умер от холеры в 1907 году. Несмотря на хроническую нехватку денег в семье, мать, при участии более обеспеченных родственников покойного мужа всё же сумела дать детям хорошее образование.
После окончания Торгового училища в 1910 году Василий Грацинский поступает на юридический факультет Петроградского университета. Вместе с учёбой в университете он получает и музыкальное консерваторское образование.
Во время учёбы Василий много общается с прогрессивной революционной молодежью, что приводит его к вступлению в РСДРП.
В 1916 году, после окончания университета Василий поступает в Михайловское артиллерийское училище, где заканчивает ускоренные курсы прапорщиков.
Получив чин прапорщика Русской императорской армии Грацинский направляется на службу в Челябинский полк, где продолжает революционную агитацию.
В начале 1917 года, за неблагонадежность, Василия отправляют на фронт, где он пробыл недолго. Победу Октябрьской революции он встретил уже во Ржеве, куда с фронта была выведена 184-я Кавказская пехотная дивизия.
После бегства командира дивизии, Грацинскому, удалось привлечь большинство солдат на свою сторону и стать их командиром.
Вскоре Грацинский возглавил Военно-революционный штаб в городе. В его обязанности входила мобилизация добровольцев в РККА, формирование отрядов для подавления антибольшевистских восстаний и волнений, проведение продразвёрстки.
В феврале 1918 года, при личном командовании В. В. Грацинского, в течение нескольких дней было подавлено крупное крестьянское восстание в Торопце.
Один за другим формировал уездный военком отряды Красной армии. Они участвовали в подавлении мятежей польских легионеров, разоружали казаков и другие воинские подразделения, вели борьбу с бандитами и повстанцами. Имя Грацинского вызывало ужас у его врагов.
В середине августа 1918 года Василий Грацинский во главе хорошо вооружённого отряда добровольцев (свыше тысячи человек) отправился под Казань подавлять восстание белочехов.
В одном из боёв у села Моркваши, 2 сентября 1918 года, Грацинский был смертельно ранен и умер на руках у сослуживцев в вагоне эшелона при эвакуации в госпиталь.
Тело командира бойцы доставили во Ржев, где жила его молодая жена — Анна Долгополова и где к тому времени успел обосноваться и сам Грацинский.
Василий Грацинский был похоронен с воинскими почестями 11 сентября 1918 года в Никольском саду (ныне парк имени Грацинского) на левом берегу Волги.
7 ноября 1918 года, в день празднования первой годовщины Великого Октября, на его могиле был установлен чёрный мраморный памятник с надломленной колонной символизирующей рано оборвавшуюся жизнь.

## Память
- В честь В. В. Грацинского во Ржеве названа одна из центральных улиц города и парк в котором он похоронен.
- На его могиле 7 ноября 1918 года был установлен памятник-обелиск.
- На стене здания бывшего военно-революционного штаба во Ржеве установлена мемориальная доска.